# Кутаисское дело
Кутаисское дело (также «Сачхерское дело» или «Дело Сарры Модебадзе») — судебный процесс по обвинению евреев местечка Сачхери в похищении и убийстве крестьянской девочки. Процесс привлек к себе внимание широких кругов общества, так как он возродил миф о совершении евреями преступлений с ритуальной целью. Обвиняемые были оправданы.

## Предыстория
XIX век в России был ознаменован массовыми обвинениями в адрес евреев в употреблении христианской крови в ритуальных целях. Во второй половине XIX века евреи массово селились в городе Кутаиси, где занимались мелкой торговлей. Это вызвало рост антисемитских настроений в губернии и привело к появлению там кровавого навета. Попытки спровоцировать такие обвинения наблюдались в 1877, 1884, 1885 и 1909 годах. Наиболее известным из них стало «Сачхерское дело» или «Дело Сарры Модебадзе».

## Пропажа и гибель Сарры Модебадзе
4 апреля 1878 года, за день до еврейской Пасхи, исчезла «малолетняя крестьянская дочь, Сарра Иосифова Модебадзе», проживавшая у родителей в селении Перевиси, Шорапанского уезда, в 15 верстах от местечка Сачхери.
Последними Сарру видели её старшая сестра и родственницы, ушедшие в лес и наказавшие девочке вернуться в дом, который был в нескольких сотнях метров. Вернувшаяся к вечеру из лесу старшая сестра обнаружила, что Сарра не возвратилась. Ночные поиски, предпринятые родными, результата не дали. По деревне разнеслись слухи, что её украли евреи. В то время, когда девочка исчезла, по дороге проезжали две группы конных евреев, которые вели с рынка разную живность.
6 апреля труп Сарры был найден крестьянским мальчиком вблизи Перевиси. Деревенский сыщик, пристав Абашидзе осмотрел покойницу и, не найдя никаких следов и признаков насильственной смерти, констатировал несчастный случай — смерть от переохлаждения, и дал разрешение на захоронение.
По заключению врача, девочка погибла от несчастного случая — «утопления во время проливного дождя»; раны на руках были причинены после её смерти мелкими зверями и хищными птицами. Эта экспертиза была признана не соответствующей показаниям свидетелей, что в тот день не было дождя, вследствие чего было произведено переосвидетельствование. Судебно-медицинская экспертиза не нашла данных, чтобы дать заключение о насильственной смерти девочки, тем не менее, судебным властям представилось несомненным, что смерть Сарры связана с её исчезновением.

## Рассмотрение в кутаисском окружном суде
Девять евреев из местечка Сачхери были обвинены в смерти девочки.
Согласно обвинительному акту, оглашенному в заседании кутаисского окружного суда, 5 марта 1879 года некоторые из них похитили встретившуюся им Сарру, положили её в перемётную суму и в таком виде увезли девочку в местечко Сачхери, где она противозаконно удержалась один день и две ночи, и «последствием такого задержания была смерть задержанной»; к одному же еврею было предъявлено обвинение в том, что, желая скрыть следы преступления, он, с участием другого лица, в ночь еврейской Пасхи вывез из местечка труп и подбросил его к селению Дорбаидзе.
Главными защитниками подсудимых выступили присяжные поверенные Пётр Александров и Лев Куперник.
Поддерживая предъявленное к подсудимым обвинение, товарищ прокурора, предвидя возражения со стороны защиты, заявил: «Если бы цель похищения была доказана, то обвинение было бы формулировано совершенно иначе; к сожалению, надо сознаться, что многое в этом процессе не досказано… Настоящему делу придали особый характер, особое значение, вследствие чего оно получило громкую известность; но те, которые ожидают разъяснения религиозного вопроса, не найдут его, и обвинение не может касаться этого вопроса, так как отношение его к делу следствием не разъяснено».
Несмотря на это заявление, защитник Александров признал необходимым остановиться на вопросе о цели преступления, так как в обвинительном акте прокурор датировал разные обстоятельства кануном еврейской Пасхи: «...к чему в русском обвинительном акте еврейский календарь, если с ним не связывается, как в настоящем случае, указания на цель преступления, на его смысл и значение? Надо прямо поставить вопрос об употреблении евреями христианской крови для религиозных и мистических целей»,  — и Александров, ссылаясь на книгу профессора Даниила Хвольсона, привел ряд исторических данных по этому вопросу и нарисовал картину тех условий, в которых зарождались наветы. Он счел долгом подробнее остановиться на кровавом обвинении, так как Кутаисский процесс — первый гласный процесс по обвинению евреев в таких преступлениях, и обязанность адвоката  как общественного деятеля не только защищать подсудимого, но и способствовать разъяснению вопросов, имеющих общественный интерес.
Александров на основе следственных данных сумел доказать физическую невозможность похищения Сарры евреями. Допросив свидетелей поодиночке и на перекрестных допросах, он доказал суду, что большинство их утверждений — явные лжесвидетельства.
Защитник Куперник прежде всего отметил наличие закулисной силы, которая инициировала процесс (близкие Сарры уже вследствие своего крайнего невежества не могли возбудить дела), а затем он остановился на доказательствах беспочвенности обвинения евреев в убийствах с ритуальной целью. Речь Куперника на Кутаисском процессе впоследствии изучалась студентами-юристами как образец судебной защиты.
13 марта 1879 года суд вынес оправдательный приговор для всех подсудимых.

## Апелляция
По апелляционному протесту обвинительной власти дело рассматривалось в апреле 1880 году в Тифлисской судебной палате; здесь, как и в окружном суде, выяснилось, что ни вопрос о существе преступления, ни мотивы самого преступления не установлены. Товарищ прокурора указал, что основанием к обвинению послужило одновременное пребывание девочки и евреев на дороге и «детские стоны», будто бы раздававшиеся со стороны проезжающих евреев. Но на судебном следствии обнаружилось, что девочка вовсе не выходила на дорогу. Что касается «детских стонов», то большинство свидетелей приняли за них крик козлёнка, которого везли евреи; детским же голосом признали лишь тогда, когда распространился слух о «похищении» девочки; «На слова лиц, — заявил тов. прокурора судебной палаты, — свидетельствовавших о криках под впечатлением предрассудка об употреблении евреями христианской крови, полагаться нельзя, так как нельзя быть уверенным в том, чтоб они крики козлёнка не признали за крики ребёнка».
Оба главных основания обвинения не подтвердились на суде, а потому прокурор отказался поддерживать обвинение. Апелляционный протест против оправдательного приговора был оставлен без последствий.

## Отголоски дела
Профессор-семитолог Даниил Хвольсон, узнав об этом деле, по его словам, явился к «одному высокопоставленному лицу» и вручил ему свою книгу «О некоторых средневековых обвинениях против евреев. Историческое исследование по источникам», в которой он исследовал и опроверг кровавый навет. Также по совету этого неназванного лица он отправил на Кавказ почти все оставшиеся экземпляры первого издания книги и решил её переиздать, включив накопившийся за 20 лет новый материал. А для широкой публики издал популярную брошюру.
Кутаисское дело стало основой для одного из первых отражений кровавого навета в русской беллетристике — романе Фёдора Достоевского «Братья Карамазовы» в диалоге Лизы Хохлаковой и Алёши. Исследователи считают, что Достоевский читал отчёт Министерства внутренних дел «Разыскание об убиении евреями христианских младенцев и употреблении крови их» или книгу «Вопрос об употреблении евреями-сектаторами христианской крови» Ипполита Лютостанского. В письме О. А. Новиковой Ф. М. Достоевский писал: «Как отвратительно, что кутаисских жидов оправдали. Тут несомненно они виноваты. Я убеждён из процесса и из всего, и из подлой защиты Александрова, который замечательный здесь негодяй — „адвокат нанятая совесть“».